# Квапил, Франтишек
Франтишек Квапиль (чеш. František Kvapil; 1855 — 1925) — чешский поэт и переводчик.
Оригинальные и переводные стихотворения Квапиля изданы в сборниках: «Zpěvy knížecí» (1883, 1887 и 1897); «Zaváté stopy» (1887); «Z výstavních táček» (1891).